# Walenty Milczarski

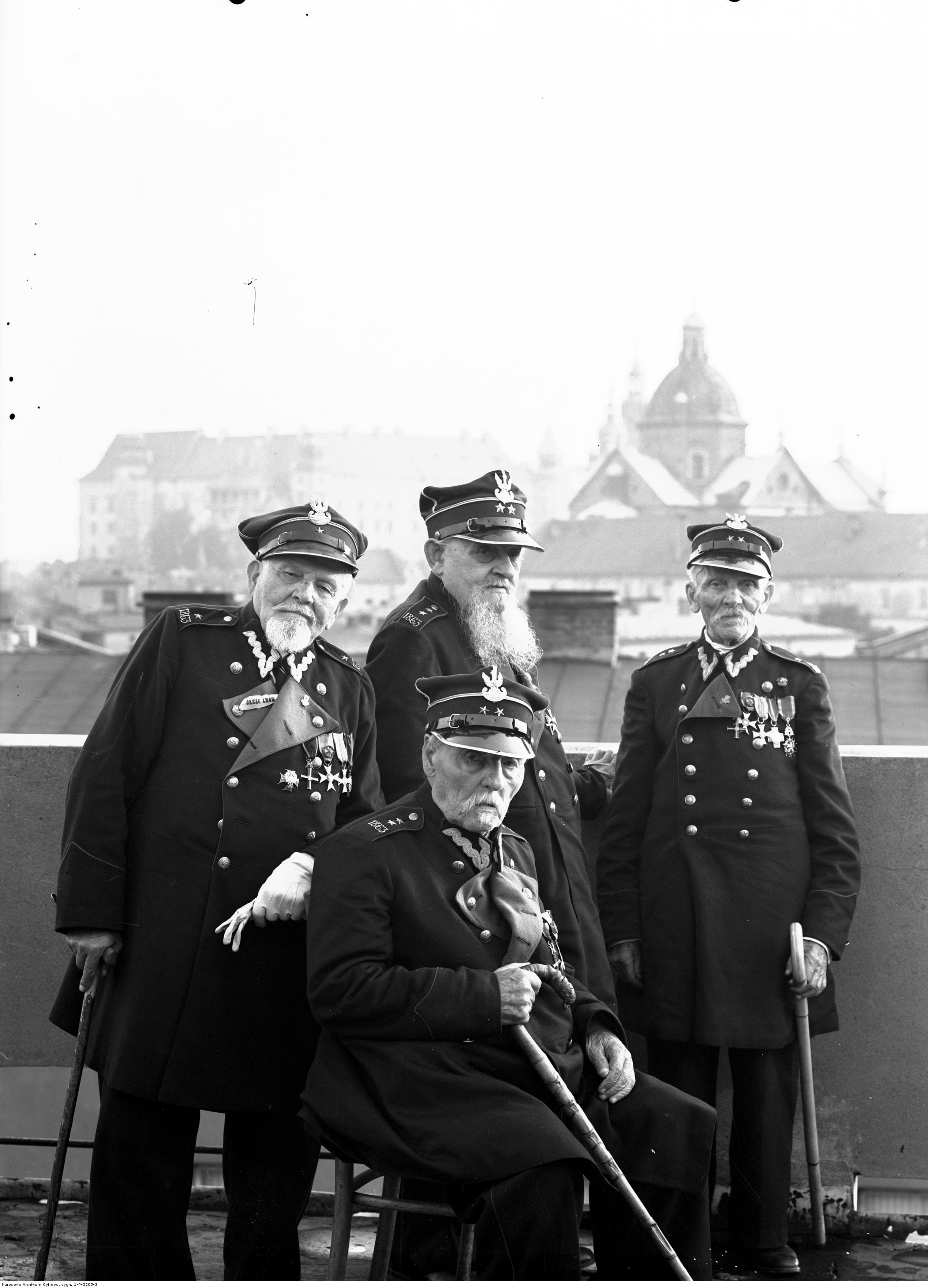
Weterani powstania 1863 r. od lewej Antoni Süss, Mamert Wandali (w rzeczywistości mistyfikator), Walenty Milczarski, siedzi Wiktor Malewski.

Walenty Milczarski (ur. 1847, zm. 29 października 1939) – porucznik weteran powstania styczniowego.

## Życiorys
Walenty Milczarski pochodził z patriotycznej rodziny. Jego dziadek walczył pod naczelnikiem Tadeuszem Kościuszką. Ojciec został odznaczony Orderem Virtuti Militari w czasie powstania listopadowego. W powstaniu styczniowym walczyli również dwaj jego bracia. Mieszkał w Ostrowcu Świętokrzyskim, gdzie praktykował u miejscowego aptekarza, magistra Wołowskiego, który był zakonspirowanym naczelnikiem miasta. Po wybuchu powstania wstąpił do partii Langiewicza, następnie służył w oddziale Czachowskiego. Pod koniec powstania był kawalerzystą w dowodzonym przez Węgra Szandora Szredera oddziale powstańczym. W czasie jednej z walk został ranny i odesłany do domu.
Po odzyskaniu przez Polskę niepodległości (1918) w okresie II Rzeczypospolitej został awansowany do stopnia podporucznika weterana Wojska Polskiego. W latach trzydziestych XX wieku mieszkał wraz z około dwudziestoma innymi weteranami powstania w Domu Weteranów Powstania Styczniowego 1863 r. Dom został założony w 1924 roku u zbiegu ulic Floriańskiej i Jagiellońskiej na Pradze Północ.
W 1938 roku mieszkał w Warszawie. Zmarł 29 października 1939 roku, został pochowany na Kwaterze Weteranów Powstania Styczniowego na Cmentarzu Wojskowym na Powązkach w Warszawie (13C-3-1).

## Ordery i odznaczenia
- Krzyż Niepodległości z Mieczami - 8 listopada 1930[6]
- Krzyż Oficerski Orderu Odrodzenia Polski - 22 stycznia 1938[7]